# Eriolobus trilobatus
Eriolobus trilobatus är en rosväxtart som först beskrevs av Jacques-Julien Houtou de La Billardière och Jean Louis Marie Poiret, och fick sitt nu gällande namn av Roemer. Eriolobus trilobatus ingår i släktet Eriolobus och familjen rosväxter. Utöver nominatformen finns också underarten E. t. sorgeri.